# Oblast Brjansk
De oblast Brjansk (Russisch: Брянская область, Brjanskaja oblast) is een oblast (bestuurlijke eenheid) van Rusland. Het bestuurlijke centrum is de gelijknamige stad Brjansk. De oblast heeft een oppervlakte van 34.900 km² (iets groter dan België) en had een bevolking van 1.378.941 bij de Russische volkstelling van 2002.
Het gebied grenst in het zuidwesten en westen aan de oblast Soemy en de oblast Tsjernihiv in Oekraïne, de oblast Gomel en de oblast Mahiljow in Wit-Rusland en binnen Rusland in het noorden aan de oblast Smolensk, in het noordoosten aan de oblast Kaloega en in het zuidoosten aan de oblast Orjol en de oblast Koersk. De afstand van west naar oost bedraagt 270 km en de afstand van noord naar zuid 190 km.

## Geschiedenis

### Middeleeuwen
De stad Brjansk werd in 985 als vesting gevestigd door prins Vladimir I van Kiev, nadat deze de Vjatitsjen (Вятичи) had onderworpen. Deze Oostelijke Slavische stam vereerde Perunu, de god van de bliksem, alvorens ze werden onderworpen aan het christendom. Eind 11e eeuw werden de stad en het gebied eromheen onderdeel van het vorstendom Tsjernigov. In 1147 vluchtte prins Vjatoslav Olegovitsj van Kiev naar Brjansk. De plaats wordt niet genoemd in bronnen over de Mongoolse invasie in Rusland, wat mogelijk betekende dat dezen de stad, die omringd werd door diepe bossen, nooit vond, terwijl omringende steden als Tsjernigov, Novgorod-Severski, Smolensk, Koersk, Vladimir en Moskou wel werden geplunderd. Nadat de priester, die feitelijk de heerser over het land was, zijn zetel verplaatste van Tsjernigov naar Brjansk, ontstond het vorstendom Brjansk dat uitgroeide tot het religieuze centrum van zuidwestelijk Rusland. De Gouden Horde was niet blij met de steeds sterker wordende Brjanskse staat en liet in de jaren 90 van de 13e eeuw knjaz Michael van Tsjernigov doden. Daarna ging het bergafwaarts met het vorstendom. Begin 14e eeuw werd de stad Brjansk verwoest door de Mongolen en kwam daarop onder heerschappij van het grootvorstendom Litouwen. In 1500 veroverde tsaar Ivan III de stad na de Slag aan de Vedrosja en kwam het gebied onder de heerschappij van Moskou te staan, toen de heersers van de stad hun loyaliteit zwoeren aan Moskou in 1503.

### Opkomst van Brjansk als handels- en industrieel centrum
In de 16e en in het begin van de 17e eeuw was de stad het toneel van een aantal oorlogen en burgeropstanden. De stad werd vooral betwist tussen het Russische en het Poolse Rijk. In 1607 sloeg de stad tot tweemaal toe een aanval van de Tweede Valse Dmitri af. Vanaf 1635 begon de situatie weer wat vrediger te worden en kwam de stad bovendien op de handelsroute van Oekraïne naar Moskou te liggen. Op verzoek van vojevoda Ivan Chilkov liet de tsaar een Gostiny Dvor bouwen en verleende belasting- en douaneprivileges aan buitenlandse handelaren. De markt Svenskaja Jamarka groeide verder uit tot een van de bekendste van Rusland. In 1709 werden Brjansk en het omliggende gebied onderdeel van het gouvernement Kiev. De macht in Bransk was tot 1720 in handen van de lokale handelaren, waarbij het lokale stadhuis de hoogste macht bezat. Deze bestond uit een burgemeester, die werd verkozen uit de kringen van de posadnikken en die de belastingen inde. Onder de vojevoda van Brjansk, die werd aangesteld door de tsaar, werd deze macht meer gecentraliseerd door de macht over te hevelen naar een stadsraad, die bestond uit een burgemeester en meerdere schepenen (raadsmannen), die werden verkozen uit de "meest efficiënte en beste kringen van de handelsstand" en die een heel scala aan verantwoordelijkheden kregen. In 1737 liet Peter de Grote een scheepswerf bouwen in Brjansk om de industrie er op gang te krijgen om de zuidelijke grenzen van het Russische Rijk te versterken. In 1778 werd Brjansk met het omliggende gebied onderdeel van het gouvernement Orjol, wat als gevolg had dat ook alle handelaren naar Orjol gingen en waardoor de handel, die zich toch al in een neergaande spiraal bevond, in de stad instortte. In 1788 werd de grootste wapenfabriek van het Russische Rijk in Brjansk gebouwd.
In 1868 kreeg Brjansk een belangrijke spoorverbinding naar Orjol en Smolensk, gevolgd door spoorverbindingen naar Gomel, Lgov en Moskou. Dit had als gevolg dat Brjansk een industriële groeipool werd met als belangrijkste economische sectoren de machinebouw, metallurgie en de spoorwegindustrie. In 1900 werd in Brjansk een grote spoorwegfabriek gebouwd, wat nu de Machinebouwfabriek van Brjansk (BMZ) is. De fabriek wist in 24 uur tijd een spoorlocomotief en 10 spoorwagons te bouwen. Door een expositie op de wereldtentoonstelling van 1900 in Parijs verkreeg de fabriek ook een aantal exportmarkten, waaronder de Verenigde Staten.

### Russische Burgeroorlog en beginjaren Sovjet-Unie
Tijdens de Russische Burgeroorlog probeerde de volksrepubliek Wit-Rusland de stad in bezit te krijgen en ook bedreigden Duitse troepen van keizer Wilhelm II de stad, maar de legers van de bolsjewieken wisten de stad een jaar later definitief te veroveren.
Door de stijging van de economie en de bevolking verkreeg Brjansk daarop in 1920 de status van gouvernement. Tijdens het kortstondige bestaan van dit gouvernement Brjansk werd de industriële sector van het gebied sterk vergroot. In 1929 werd het gouvernement weer opgeheven in verband met de centralisering van de macht en kwam onder de Westelijke oblast. Dit enorme gebied was echter onbestuurbaar en werd al snel weer opgedeeld in kleinere gebieden. Het gebied rond Brjansk kwam onder op 25 september 1937 onder de oblast Orjol.

### Tweede Wereldoorlog: de "partizanenrepubliek" en ontstaan oblast Brjansk
Tijdens de Tweede Wereldoorlog (Grote Vaderlandse Oorlog) werd de stad Brjansk veroverd door de Duitsers. Op 17 september 1943 werd de stad weer bevrijd door het Rode Leger en een jaar later werd op 5 juli 1944 de huidige oblast Brjansk geformeerd in opdracht van de Opperste Sovjet van de Sovjet-Unie. Dit was niet zomaar. Toen de nazi's het gebied en de stad veroverden op 6 oktober 1941, hielden ze zeer hard huis. Volgens de autoriteiten vielen zeer veel burgerdoden en werden meerdere massa-executies uitgevoerd in de dorpen van de regio. De bossen van Brjansk maakten het echter goed mogelijk om guerrilla-acties uit te voeren, wat dan ook zeer veel werd gedaan. Naar schatting 40.000 partizanen waren actief in het gebied. De partizanen wisten de stad Troebtsjevsk en 76 dorpen en 13 selsovjets te heroveren in 1942. Ze noemden hun gebied "de partizanenrepubliek" Niet alleen Russische partizanen waren actief in het gebied. Ook uit andere landen, zoals Oostenrijk, Hongarije, Polen, Tsjecho-Slowakije en Duitsland, kwamen partizanen naar het gebied. Een aanval op het gebied door de nazi's begin 1943, bedoeld om het verzet uit te schakelen, mislukte door het felle verzet en doordat het Rode Leger in aantocht was om het gebied te heroveren in de tweede helft van 1943. Op 17 september 1943 werd Brjansk bevrijd door het Rode Leger en vele partizanen kregen de titel "Held van de Sovjet-Unie". Na de bevrijding werd de stad, waarvan onder andere het hele stadscentrum en alle grote bedrijven in puin lagen, herbouwd en kwam een nieuwe grootschalige industrialisering op gang.

### Ecologische problemen
Door de kernramp in Tsjernobyl op 26 april 1986 raakte ook het gebied van oblast Brjansk besmet met cesium-137-, strontium-90- en transuranium-nucleïden. De besmetting is het ergst in de zuidwestelijke districten Klintsovski en Novozybkovski. In 1999 werd vastgesteld dat meer dan 226.000 mensen leefden in gebieden met meer dan 5 Ci straling, oftewel 16% van de bevolking van de oblast.

## Economie
De economie richt zich vooral toe op de machinebouw, metaalbewerking en de productie van glas. De landbouw in het gebied bestaat vooral uit graan, aardappelen en veeteelt. Ongeveer 50% van het gebied bestaat uit landbouwgrond.
Door het gebied lopen verder 2 olieleidingen en 6 aardgasleidingen.
Naast Brjansk (431.526 inwoners) zijn Klinzy (67.325 inwoners) en Novozybkov (43.038 inwoners) belangrijke steden. (cijfers: volkstelling 2002)

## Geografie
Het gebied ligt in het uiterste westen van Rusland, in het westen van het Russisch Laagland. Het gebied bestaat grofweg uit het stroomgebied van de Desna, die ook door de stad Brjansk loopt en uitmondt in de Dnjepr en uit de beboste waterscheiding tussen deze rivier en de Okarivier.
Het gebied bestaat uit twee natuurlijke vegetatiezones en is daarom qua natuur zeer gevarieerd. Ongeveer een kwart van het gebied is bedekt met bos en er bestaat uit verschillende bostypen, zoals naaldbossen, gemengde bossen en loofbossen. De open gebieden in de Oblast Brjansk bestaan vaak uit steppen. Daarnaast is een deel beschermd als zapovednik (strikt natuurreservaat). Dit gebied heet Biosfeerreservaat Brjanski Les (Woud van Brjansk). Door de tegenwerking van onder andere lokale landeigenaren beslaat het gebied slechts 1% van de oblast en is daarmee een van de kleinste zapovedniks van Rusland. Er komen echter wel dieren voor als bruine beren (Ursus arctos), Euraziatische lynx (Lynx lynx), das (Meles meles) en zwarte ooievaar (Ciconia nigra). Het is een van de laatste, zij het gedeeltelijk, intacte bossen van Europa.

### Klimaat
Het klimaat is gematigd continentaal. De temperatuur bedraagt gemiddeld -9 °C in januari en 18 à 20 °C in juli.

## Regionale politiek
De huidige gouverneur Nikolaj Denin won een van de laatste regionale verkiezingen op 19 december 2004 (vanaf 2005 bepaalt president Vladimir Poetin zelf wie er gouverneur wordt). Voordat deze verkiezingen begonnen werd er echter al voor gezorgd dat de zittende gouverneur Joeri Lodkin van de communistische KPRF werd uitgesloten van deelname. Uit woede hierover riep Lodkin op om tegen de verkiezing te stemmen ("tegen allemaal"). Meer dan 20% van de bevolking deed dit vervolgens ook. De door Poetins partij Verenigd Rusland gesteunde Nikolaj Denin, was voor zijn verkiezing afgevaardigde voor de regio in de federale Doema. Hij won uiteindelijk met 43,5% van de stemmen in de eerste ronde en met 77,8% in de tweede ronde. Zijn tegenstander Jevgeni Zelenko van de SPS haalde respectievelijk 12,6 en 10,3% van de stemmen in beide ronden.

## Demografie
| 1926      | 1939      | 1959      | 1970      | 1979      | 1989      | 2002      |
| --------- | --------- | --------- | --------- | --------- | --------- | --------- |
| 2.006.438 | 1.802.000 | 1.549.945 | 1.581.950 | 1.508.552 | 1.470.129 | 1.378.941 |

## Districten

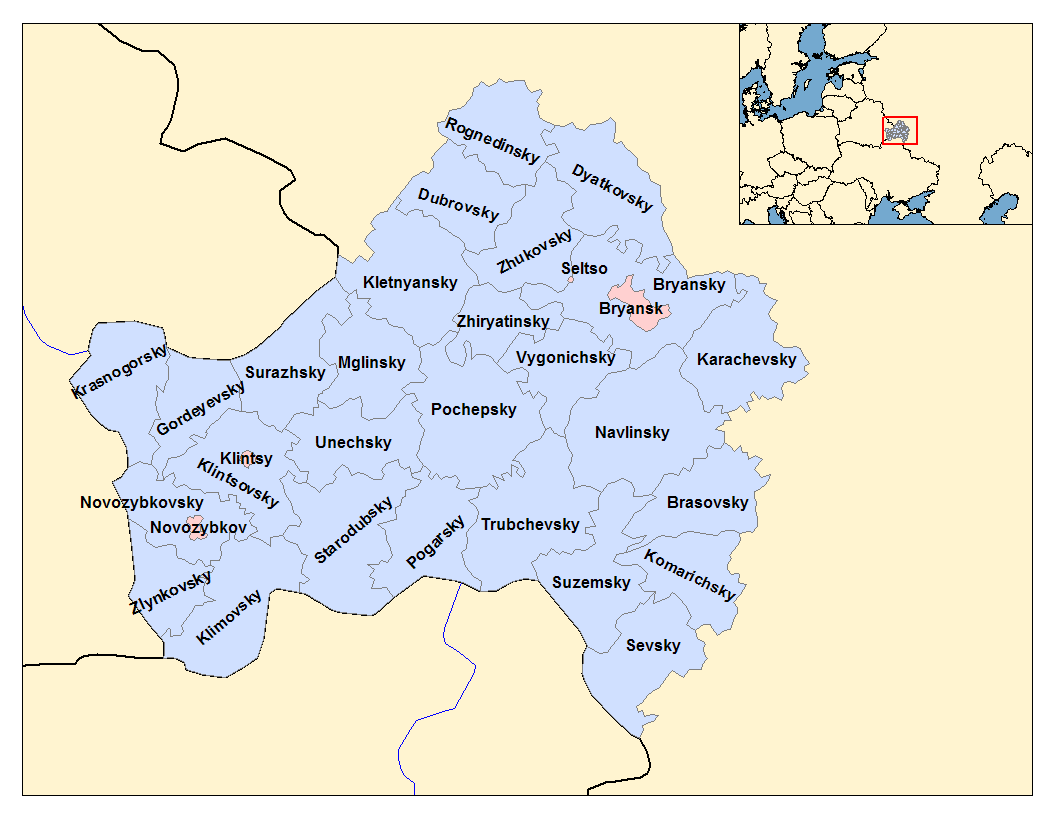
Bestuurlijke indeling (Engelse namen)

Oblast Brjansk bestaat uit de 27 gemeentelijke districten, die alle naar het bijbehorende bestuurlijk centrum zijn genoemd:
| - Brasovski (Брасовский) - Brjanski (Брянский) - Djatkovski (Дятковский) - Doebrovski (Дубровский) - Gordejevski (Гордеевский) - Karatsjevski (Карачевский) - Kletnjanski (Клетнянский) - Klimovski (Климовский) - Klintsovski (Клинцовский) - Komaritsjski (Комаричский) - Krasnogorski (Красногорский) - Mglinski (Мглинский) - Navlinski (Навлинский) - Novozybkovski (Новозыбковский) | - Oenetsjski (Унечский) - Potsjepski (Почепский) - Pogarski (Погарский) - Rognedinski (Рогнединский) - Sevski (Севский) - Soerazjski (Суражский) - Soezemski (Суземский) - Starodoebski (Стародубский) - Troebtsjevski (Трубчевский) - Vygonitsjski (Выгоничский) - Zjirjatinski (Жирятинский) - Zjoekovski (Жуковский) - Zlynkovski (Злынковский) |

## Overig
Oblast Brjansk heeft ook een volkslied genaamd Hard ruiste het bos van Brjansk, geschreven in 1942 toen de regio een partizanenrepubliek was (1941-1943)